# Streudorf (Gunzenhausen)

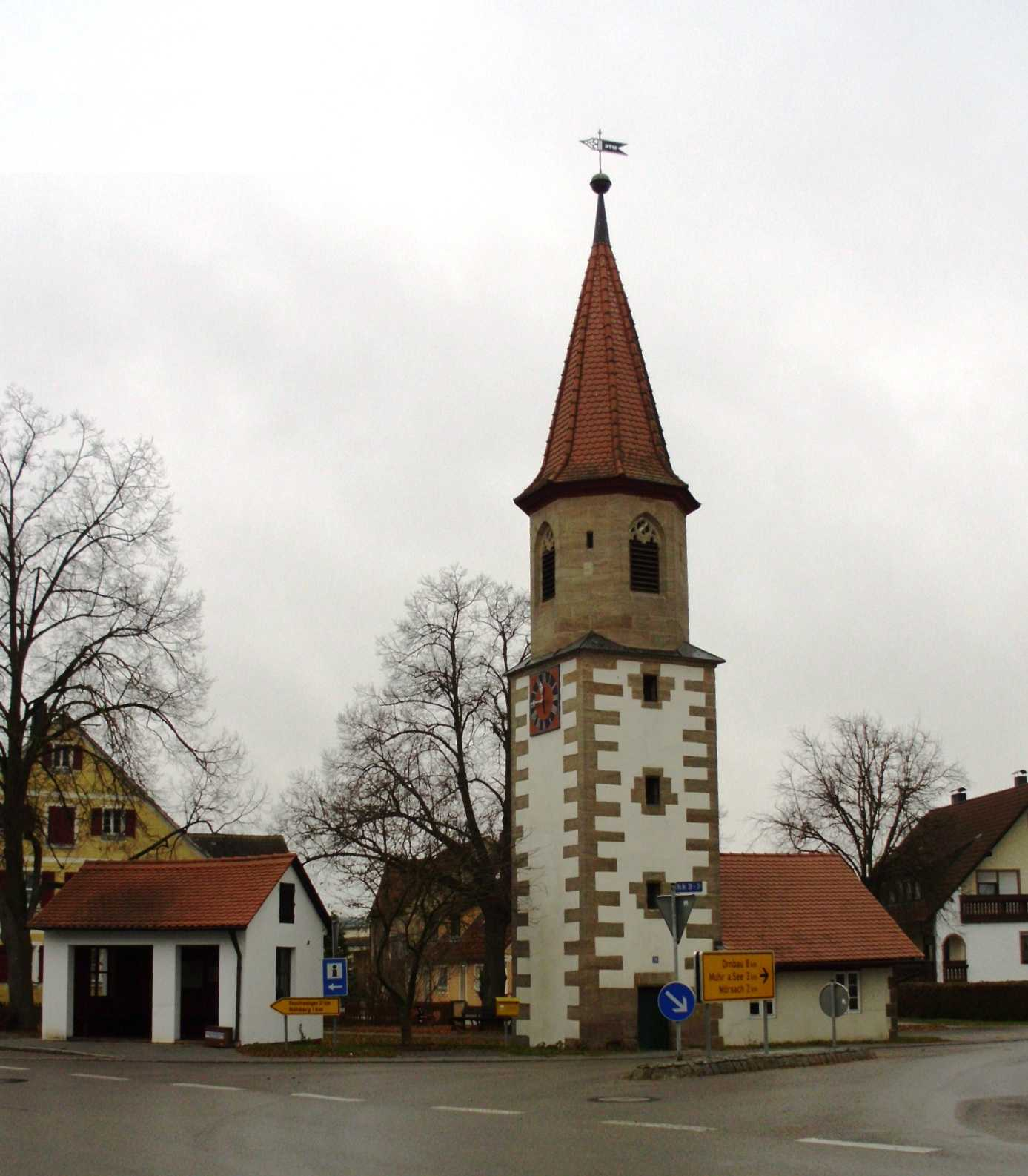
Der Glockenturm mit dem alten Feuerwehrhaus in der Ortsmitte

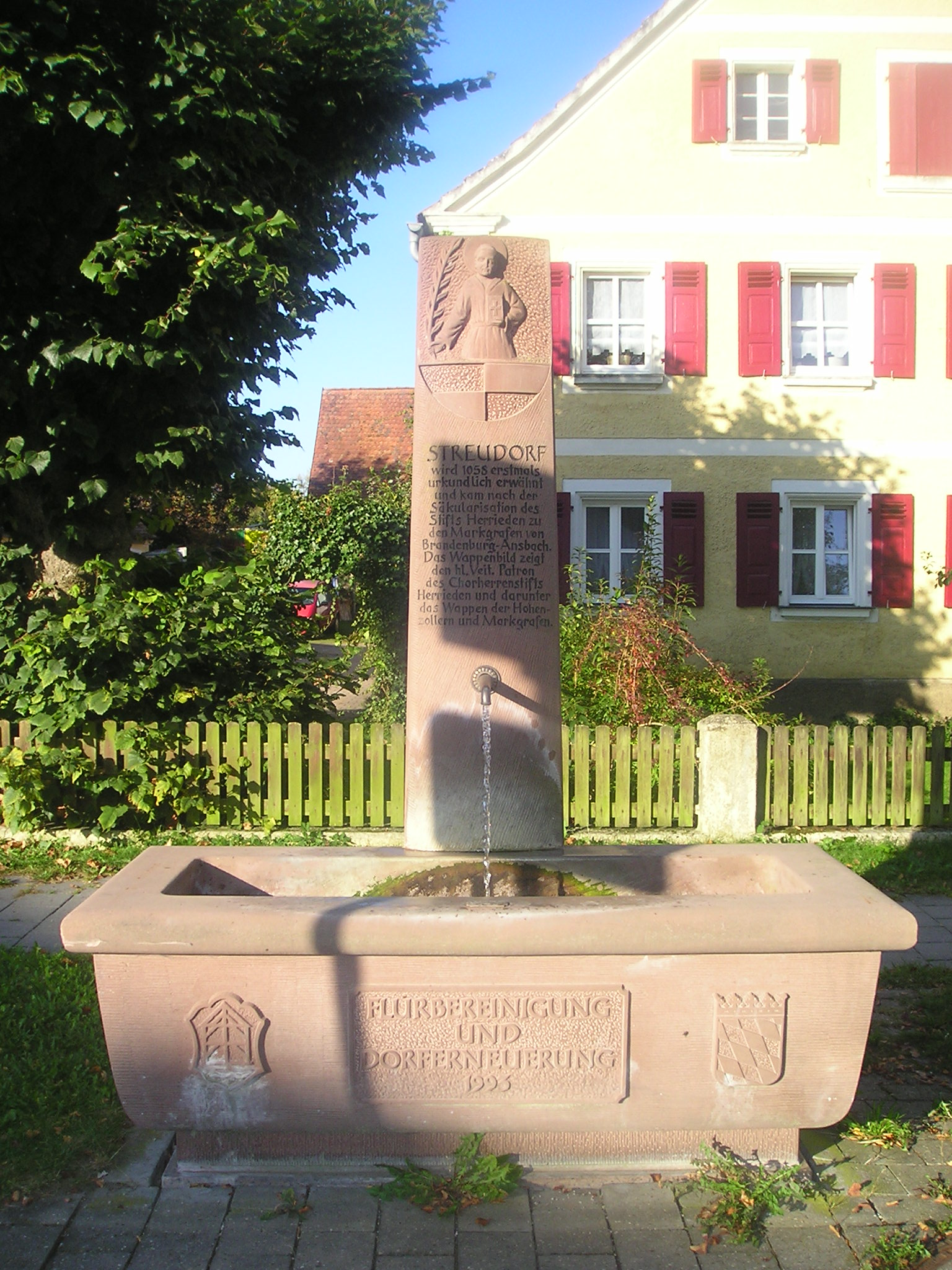
Brunnen in der Ortsmitte

Streudorf ist ein Gemeindeteil der Stadt Gunzenhausen im Landkreis Weißenburg-Gunzenhausen (Mittelfranken, Bayern). Die Gemarkung Streudorf hat eine Fläche von 6,779 km². Sie ist in 834 Flurstücke aufgeteilt, die eine durchschnittliche Flurstücksfläche von 8128,03 m² haben. In ihr liegen neben dem namensgebenden Ort die Gemeindeteile Höhberg und Oberhambach.

## Lage
Das Dorf liegt nahe am nordwestlichen Ufer des Altmühlsees, etwa 5,5 Kilometer Luftlinie nordwestlich von Gunzenhausen, nahe dem ebenfalls zu Gunzenhausen gehörenden Ort Wald. Die Staatsstraße 2222 führt hindurch. Von ihr zweigt innerorts die Kreisstraße WUG 24 ab, die nordwestlich von Streudorf in die Kreisstraße AN 55 übergeht. Zum ehemaligen Gemeindegebiet gehören auch die beiden Orte Höhberg und  Oberhambach.

## Geschichte
Der Ortsname wird gedeutet als „Dorf, wo oder um das ein Streit stattgefunden hat“, oder als „Strit/Strüt“-Dorf, als Siedlung beim Gestrüpp, abgeleitet vom mittelhochdeutschen „strout“ für Busch, Gestrüpp. Die Endung „-dorf“ deutet auf einer Gründung im 8./9. Jahrhundert als Rodungsdorf im Zuge des fränkischen Landesausbaus hin.
1058 wird der Ort erstmals schriftlich erwähnt, als der Archidiakon und Propst Heysso vom Kanonikatsstift St. Veit in Herrieden diesem sein Erbgut im Sualafeld einverleibte, zu dem auch „Stritdorf“ gehörte. 1298 wies der Eichstätter Bischof Konrad II. von Pfeffenhausen Einkünfte aus Streitdorf dem Kloster Heidenheim zu. Im 14. Jahrhundert ist ein Kuelin, Sohn des Götzen von Streitdorf, genannt, der dem Kloster Kaisheim zinst. 1360 erhielt das Kloster Heilsbronn Einkünfte aus 2 Tagwerk Wiesen zu Streitdorf aus dem Besitz des Dechanten zu Herrieden. Für 1375 erfährt man, dass Konrad Fuchs von Suntheim 2 Hofstätten in „Streitdorff“ besitzt. Acht Jahre später verkaufte Hans von Cronheim sein Gut zu Streitdorf an das Stift Herrieden. Für 1393 bzw. 1405 sind einige Besitzer von Hofreiten und Häusern des Dorfes genannt, als sie der Burggraf Friedrich von Nürnberg in seinen Schutz nahm. Um 1460/70 wird urkundlich fassbar, dass Streitdorf in die benachbarte Pfarrei Wald gehört. Das betraf aber nur den östlich des Dorfbaches liegenden Dorfteil, während der westliche zur Pfarrei Arberg gehörte.
Die übliche Zerrissenheit von Grundbesitz im Mittelalter wird um 1525 deutlich: In „Streittdorf“ zinsen 4 Güter und 1 Hof an das Amt Wald, 2 Güter an den Bischof von Eichstätt, 6 Güter an das Kapitel Herrieden; 7 Güter gehören denen von Lentersheim, 1 Gut denen von Absberg, 1 Gut dem Deutschen Orden in Ellingen, 1 Gut dem Jörg von Eyb, 1 Gut dem Spital Gunzenhausen, 1 Gut und 5 Mundgüter dem Kloster Heidenheim und 1 Mundgut dem Kastenamt Gunzenhausen. Hochgerichtlich gehörte der Ort zum bischöflich-eichstättischen Amt Arberg-Ornbau.
Nach der Reformation (bald nach 1528 war Wald evangelisch geworden, während Arberg katholisch blieb) und der Säkularisation des Stiftes Herrieden gelangte der Ort an die Markgrafen von Brandenburg-Ansbach, die 1532 die hohe und niedere Gerichtsbarkeit zu „Streyttdorf“ innehaben. 1608 gibt es in „Streitdorff“ 40 Untertanen, von denen 14 markgräflich, 8 eichstättisch und 7 lentersheimerisch sind. 1792 wurde das Dorf mit dem Fürstentum Brandenburg-Ansbach preußisch; die bisherigen markgräflichen Anwesen zinsten nunmehr an das königlich-preußische Kameralamt Gunzenhausen.
1802 ist Streitdorf ein „33 Unterthanen starker Weiler“ Infolge der Säkularisation des Eichstätter Hochstifts wurde Streudorf im November 1802 zwar durch die Übernahme der ehemals eichstättischen Untertanen teilweise bayerisch, aber die bayerischen Güter Streudorfs wurden mit Preußen getauscht. Vier Jahre später, am 1. Januar 1806, wurde der Ort endgültig bayerisch. Ab 1808 bildete er mit den Weilern Höhberg und Oberhambach eine Steuergemeinde im Steuerdistrikt Wald. 1811 gehörten die drei Orte zur Ruralgemeinde Wald. Bei der bayerischen Gemeindereform 1818 wurde Streudorf eine eigenständige Ruralgemeinde im Rezatkreis; 1822 wurde Oberhambach eingemeindet. 1833 bestand Streudorf aus 35 Anwesen, 1846 zählte man 36 Häuser mit 39 Familien und 166 „Seelen“ (darunter 20 Katholiken, die nach Mörsach pfarrten). Zunächst im Landgericht (ab 1862 Bezirksamt, ab 1939 Landkreis) Gunzenhausen gelegen, wurde die bis dahin eigenständige Gemeinde Streudorf mit Höhberg und Oberhambach im Zuge der Gebietsreform in Bayern am 1. April 1971 nach Gunzenhausen eingemeindet und kam am 1. Juli 1972 in den neuen Landkreis Weißenburg in Bayern, der am 1. Mai 1973 in Landkreis Weißenburg-Gunzenhausen umbenannt wurde.
1993 kam eine Flurbereinigung und Dorferneuerung zum Abschluss. In der Dorfmitte steht ein Glockenturm mit angebautem (altem) Feuerwehrhaus.

## Wappen
Das Wappen der ehemaligen Gemeinde zeigt in Rot den heiligen Veit, Patron des Chorherrenstifts Herrieden, der in der Rechten eine goldene Palme und in der Linken ein goldenes Evangelienbuch hält, und im Schildfuß, von Silber und Schwarz geviertet, die Wappen der Zollern und späteren Markgrafen von Brandenburg-Ansbach.

## Vereine
- Soldaten- und Kriegerkameradschaft Streudorf, gegründet 1876
- Freiwillige Feuerwehr Streudorf, gegründet 1913
- Heimatverein Wald-Streudorf